# Mimizuku
Mimizuku is een geslacht van vogels uit de familie uilen (Strigidae). Het geslacht telde één soort. Uit verwantschapsonderzoek bleek dat deze soort tot het geslacht Otus kon worden gerekend:
- Otus gurneyi synoniem Mimizuku gurneyi - grote dwergooruil